# Course Marseille-Cassis 2009
Navigation
Édition précédente Édition suivante
Le Marseille-Cassis 2009 est la 31e édition de la course Marseille-Cassis qui a eu lieu en France le 25 octobre 2009.

## Résultats

### Hommes
| Rang | Temps           | Athlète              |
| ---- | --------------- | -------------------- |
|      | 1 h 00 min 21 s | Dieudonné Disi       |
|      | 1 h 00 min 26 s | Samwel Shauri        |
|      | 1 h 01 min 06 s | Martin Toroitich     |
| 4    | 1 h 01 min 16 s | Samson Kiflemariam   |
| 5    | 1 h 01 min 44 s | Driss El Himer       |
| 6    | 1 h 02 min 02 s | Mickael Tesfay       |
| 7    | 1 h 02 min 11 s | Peter Chesang        |
| 8    | 1 h 02 min 36 s | Collins Tanui        |
| 9    | 1 h 02 min 36 s | James Kibocha Theuri |
| 10   | 1 h 03 min 05 s | Abel Maina Ndemi     |
| 11   | 1 h 03 min 43 s | Nathan Chebet        |
| 12   | 1 h 03 min 45 s | Francis Komu         |
| 13   | 1 h 04 min 00 s | John Kyui            |
| 14   | 1 h 04 min 10 s | Matthew Koech        |
| 15   | 1 h 05 min 06 s | Gervais Hakizimana   |
| 16   | 1 h 05 min 33 s | Luka Lokobe Kanda    |
| 17   | 1 h 05 min 38 s | Peter Musyoki        |
| 18   | 1 h 06 min 13 s | Hedi Bouazzaoui      |
| 19   | 1 h 06 min 22 s | David Munyutu        |
| 20   | 1 h 06 min 35 s | El Hassane El Ahmadi |

### Femmes
| Rang | Temps           | Athlète               |
| ---- | --------------- | --------------------- |
|      | 1 h 10 min 35 s | Meseret Mengistu      |
|      | 1 h 11 min 01 s | Helah Kiprop          |
|      | 1 h 14 min 27 s | Emily Rotich          |
| 4    | 1 h 19 min 50 s | Charity-Wambui Theuri |
| 5    | 1 h 20 min 35 s | Delphine Ader         |